# Syster Marianne
Syster Marianne, folkbokförd Marianne Nordström, född 17 september 1925 i Kodaikanal i Tamil Nadu i Indien, död 14 juni 2023 i Alsike distrikt, Uppsala län, var en svensk nunna inom Svenska kyrkan, och även verksam som konstnär.

## Biografi
Syster Marianne föddes som dotter till civilingenjör Egon Nordström (1890–1974) och hans maka, friherrinnan Inez född von Otter (1892–1978), som var Svenska kyrkans missionärer i Indien. Hon växte upp i Eskilstuna.
Åren 1942–1945 utbildades hon sig i dekorationsmålning vid Konstfack och bedrev senare också konststudier i Paris och London.
Efter novitiat som ordenssyster från 1948 hos Order of the Holy Paraclete i St Hilda's Priory i Whitby i England återvände hon till Sverige och avgav klosterlöften inför kyrkoherde Gunnar Rosendal i Osby kyrka på pingstdagen den 6 juni 1954. Hon blev då den första nunnan inom Svenska kyrkan sedan reformationen. Den då konstituerade klosterorden fick, med koppling till klostret i Whitby,  namnet Den helige Andes orden. Med tiden sökte sig ytterligare kvinnor dit och upptogs som nunnor. Sedermera ställdes orden enligt kyrklig praxis under en biskoplig visitator; nunnorna kom att kallas Helgeandssystrar. Efter en tid i Bromma och därefter i Uppsala flyttade klostret först till Skepptuna och därefter till Alsike utanför Knivsta, där det legat sedan dess, i den tidigare skolan intill Alsike kyrka. År 1990 erkände det svenska biskopsmötet klosterlivet som en legitim del av Svenska kyrkans kyrkoliv.
Syster Marianne deltog i den svenska flyktingdebatten. Alltsedan 1978 gömde hon återkommande personer, vilkas ansökan om asyl avslagits, i Alsike kloster. Den 24 november 1993 blev klostret uppmärksammat efter en kritiserad polisrazzia, där polisen försökte få tag på undangömda asylsökande som hotades av avvisning. Från klostrets sida menade man att svenska staten inte tillfredsställande utrett dessa personers ärenden samt att de riskerade livet om de tvingades lämna riket. För detta mottog syster Marianne 2014 ett pris under galan Svenska hjältar.
Syster Mariannes medverkan i intervjuer i radioprogrammet Radio Islam blev föremål för kritik som menade att hennes uttalanden vid flera tillfällen hade tagit sig antisemitiska uttryck.
Syster Marianne jordfästes i Alsike kyrka 2 juli 2023.

## Konstnärlig verksamhet
Syster Marianne var aktiv som konstnär och utförde målningar eller korfönster i Den Gode Herdens kapell i Ulleråker och i Gunnarsbyns, Björklinge och Hagfors kyrkor, liksom i Seljansborgs kyrka och Högbo kyrka i Sandviken.
Hon illustrerade också böcker.